# Массовое убийство в иммиграционном центре Бингемтона
Массовое убийство в иммиграционном центре Бингемтона — трагические события, произошедшие 3 апреля 2009 года в Бингемтоне,  штат Нью-Йорк (США), когда 41-летний южно-вьетнамский иммигрант Дживерли Антарес Вонг открыл огонь в центре: за 48 минут он успел убить 13 и ранить ещё 4-х человек, после чего покончил с собой.

## Стрельба
3 апреля 2009 года около 10:25 утра Вонг, одетый в зелёную куртку, солнцезащитные очки и бронежилет, вошёл в здание Иммиграционного центра Бингемтона. Он забаррикадировал дверь, после чего открыл огонь из двух 9 мм пистолетов. Первые выстрелы были произведены в Шарли ДеЛукиа, которая получила ранение в живот. Она притворилась мёртвой, спряталась под стол и, когда Вонг двинулся дальше, позвонила в службу 911 в 10:33 утра. Тем временем стрелявший открыл огонь и расстрелял еще 4-х находившихся в комнате иммигрантов. После чего открыл огонь в следующем кабинете, где ранил трёх и застрелил 6 человек. Затем вернулся в первый кабинет, где убил одного сотрудника. После чего поднялся на следующий этаж, при этом стреляя по окнам. На втором этаже Вонг убил двух человек и сел на пол рядом с ними, где сидел до 11:09, затем вернулся на первый этаж. Также известно было, что Вонг за всю атаку не проронил ни слова, а молча стрелял. За всю атаку Вонг выстрелил 99 раз. Полиция прибыла в 10:38. В 10:40 полиция попытались вступить в контакт со стрелявшим с помощью доцента Туонг Хунг Нгуена, который свободно владел вьетнамским, но нападавший не отвечал. В 11:13, услышав, что начался штурм, Дживерли Антарес Вонг выстрелил себе в голову. В это же время полиция начала зачищать здание. В 12:00 они обнаружили тело стрелявшего на первом этаже. Полная зачистка здания закончилась в 14:33 дня. Всего было убито 14 человек, включая нападавшего, ещё 4 получили ранения, двое из них тяжёлые.

## Стрелок
Дживерли Антарес Вонг (8 декабря 1967 — 3 апреля 2009) родился в китайской семье в Южном Вьетнаме. Впервые приехал в США в 1980-х. Он переехал из Калифорнии в Нью-Йорк в 1992 году. Там же он был осужден за несколько краж. В ноябре 1995 года Вонг получил Американское гражданство. В том же году он переехал жить в Оттаву (Канада). Там он женился, а затем и развёлся с Цзян Сюпин. В декабре 1999 года Дживерли Вонг вернулся в Калифорнию. С января 2000 по июль 2007 Вонг работал курьером на фирме «Kikka Sushi». В 2007 он переехал в Бингемтон. Затем с июля 2007 по ноябрь 2008 он работал продавцом в магазине в Бингемтоне. Известно, что Вонг плохо говорил по-английски, и поэтому его несколько раз увольняли с работы. Его коллеги заявляли: «Он был нежёсткий и тихий человек, я не могу поверить, что Вонг мог сделать такое».